# محمد أبوباكري
محمد أبوباكري (بالإنجليزية: Mohammed Abubakari) (15 فبراير 1986 بكوماسي في غانا - ) هو لاعب كرة قدم غاني في مركز الوسط. لعب مع أتفدابيرجس وفاينورد وليفادياكوس ونادي باوك ونادي هكن وDoxa Drama F.C. ‏ ونادي بانسيريكوس ونادي لاريسا.

## وصلات خارجية
- محمد أبوباكري على موقع اتحاد السويد (السويدية)
- محمد أبوباكري على موقع قاعدة بيانات كرة القدم.إي يو (الإنجليزية)
- محمد أبوباكري على موقع Soccerway.com (الإنجليزية)